# 2023年西北地区大选
2023年西北地区大选于2023年11月14日举行，选举出第20届加拿大西北地区立法会议员。
因西北地区实行共识政府制度，第20届地区立法会于2023年12月7日举行第一次会议选举R.J. 辛普森（R.J.  Simpson）担任下一任西北地区行政长官，接替宣布退休的时任地区行政长官卡罗琳·科克伦。会议同时选举了地区政府各组成部门主管（各厅厅长）。

## 大选日期推迟
依照西北地区《选举和公投法令》（Elections and Plebiscites Act），2023年的地区大选原定于2023年10月3日举行；但由于8月份持续恶化的大范围野火引发的西北地区包括首府耶洛奈夫的大规模疏散令，西北地区首席选举官斯蒂芬·邓巴（Stephen Dunbar）宣布考虑到疏散令对竞选期的影响，将向地区立法会提交关于延长选举日期的请求。
西北地区立法会于8月28日在因纽维克举行的紧急会议上一致通过了《关于修改地区选举法以及相关法律的法令》，正式将地区大选日期延长6周至11月14日；此次会议同时通过了一揽子地区额外紧急财政拨款，以使地区政府在地区立法会解散后（10月16日）至新一届地区立法会会期开始（12月7日）期间仍有足够的资金应对仍在地区范围内持续肆虐的野火。

## 选举结果
基于共识政府下的地区立法会议员候选人均为独立人士，选举结果显示当选的第19届地区立法会19名议员中，上届地区立法会议员连任7人，新当选地区立法会议员12人。
| Deh Cho            | Sheryl Yakeleya     |
| Frame Lake         | Julian Morse        |
| Great Slave        | Kate Reid           |
| Hay River North    | R. J. Simpson (Jr.) |
| Hay River South    | Vince McKay         |
| Inuvik Boot Lake   | Denny Rodgers       |
| Inuvik Twin Lakes  | Lesa Semmler        |
| Kam Lake           | Caitlin Cleveland   |
| Mackenzie Delta    | George Nerysoo.     |
| Monfwi             | Jackson Lafferty    |
| Nahendeh           | Shane Thompson      |
| Nunakput           | Lucy Kuptana        |
| Range Lake         | Kieron Testart      |
| Sahtu              | Daniel McNeely      |
| Thebacha           | Jay MacDonald       |
| Tu Nedhé-Wiilideh  | Richard Edjericon   |
| Yellowknife Centre | Robert Hawkins      |
| Yellowknife North  | Shauna Morgan       |
| Yellowknife South  | Caroline Wawzonek   |